# Bishnupur Pra.Ma.
Bishnupur Pra.Ma. – gaun wikas samiti we wschodniej części Nepalu w strefie Sagarmatha w dystrykcie Siraha. Według nepalskiego spisu powszechnego z 2001 roku liczył on 735 gospodarstw domowych i 4358 mieszkańców (2137 kobiet i 2221 mężczyzn).